# Festa della Comunità germanofona

Bandiera della comunità germanofona

La Festa della Comunità germanofona, o più correttamente Giorno della Comunità germanofona (in tedesco Tag der Deutschsprachigen Gemeinschaft, in olandese Dag van de Duitstalige Gemeenschap, in francese Jour de la Communauté Germanophone) è la festività della Comunità germanofona del Belgio, celebrata ogni anno il 15 novembre.
È un giorno festivo per le 9 municipalità della comunità germanofona, mentre non lo è negli altri territori del Belgio, che lo stesso giorno festeggiano la Festa del Re. Le altre comunità linguistiche del Belgio osservano le proprie festività l'11 luglio (Festa della Comunità fiamminga) e il 27 settembre (Festa della Comunità francofona). Gli abitanti della comunità germanofona, inoltre, festeggiano assieme alla comunità francofona la Festa della Regione vallone la terza domenica di settembre.

## Storia
Le due comunità linguistiche principali del Belgio, francofoni in Vallonia e fiamminghi nelle Fiandre, hanno istituito le proprie festività già a partire dagli anni '70 del Novecento. La comunità germanofona ottenne un definitivo riconoscimento dal governo centrale solamente nel 1990, quando poté ufficializzare una propria bandiera, un proprio stemma e, per l'appunto, una festività. La legge istitutiva dei simboli della comunità venne pubblicata il 1º ottobre 1990 ed entrò in vigore proprio il 15 novembre.
Come giorno venne scelto il 15 novembre, per far coincidere la celebrazione regionale con la festività nazionale della Festa del Re (precedentemente conosciuta come Festa della Dinastia): infatti, il Ministro presidente in carica nel 1990, Joseph Maraite, asserì che la comunità da lui rappresentata fosse «[...] una minoranza sotto la cura molto speciale del Capo dello Stato».
Dal 2005 al 2013 la cerimonia principale della festa si è tenuta ogni anno in uno dei nove comuni della comunità di lingua tedesca, con concerti musicali e manifestazioni varie. Nel 2014 il format è stato rinnovato, ed una cerimonia ufficiale si tiene sempre nel monastero di Heidelberg ad Eupen; gli eventi ufficiali, organizzati dal Parlamento della comunità, si concludono poi con un ricevimento a Bruxelles presso la sede della Rappresentanza della comunità germanofona.